# 红头林鹧鸪
红头林鹧鸪（学名：Haematortyx sanguiniceps）是鸡形目雉科的一种鸟类，属于单型的红头林鹧鸪属（学名：Haematortyx）。

## 特征
红头林鹧鸪体重约300克，翼长约15.54厘米，喙宽度约6.2毫米，喙厚度约6.7毫米，嘴峰长约21.9毫米，跗蹠长约52.8毫米，尾长约65.8毫米。
红头林鹧鸪是留鸟，栖息在森林，它们是杂食性动物。它们分布在北婆罗洲的山地森林。